# Comes Illyrici
El comes Illyrici fue un cargo militar usado en el Imperio romano de Occidente durante parte de los siglos IV y V. Designaba a la persona que comandaba un grupo del ejército de campo (comitatenses) en la dioecesis Illyricum Pannoniae.

## Descripción y funciones
El cargo se creó durante el siglo IV para comandar la parte del ejército de campo que operaba dentro de la diócesis de Panonia y debía asistir a los limitanei estacionados en el medio Danubio. Su función principal era rechazar las invasiones de pueblos danubianos como los cuados. Tras la entrada de los godos en el Imperio oriental y el desastre de Adrianópolis en 378, actuó para evitar que los godos extendiesen la destrucción dentro del Imperio occidental. No pudo hacer frente las invasiones de Italia por Alarico y Radagaiso en 401 y 405 que fueron finalmente rechazadas por el ejército de Italia. Durante la guerra gótica tampoco pudo evitar que Alarico entrase en Italia e intentó —fallidamente— defender la ciudad de Roma frente a sus asedios.
La Notitia dignitatum no contiene ningún apartado que describa el cargo de manera individual ni lo incluye dentro de la relación de comites rei militaris. Indica su existencia de manera indirecta al detallar que varias unidades se encontraban estacionadas en la diócesis de Panonia bajo el mando de un comes Illyrici. Parece que durante el convulso periodo de las invasiones de Italia bajo Honorio las tropas quedaron bajo el mando directo del magister peditum y solo se volvió a nombrar a un comes Illyrici sobre el año 420.

## Tropas a su mando
En el momento de redactarse la Notitia dignitatum el grupo de tropas a su cargo se componía de 22 unidades:
12 unidades de auxilia palatina:
- Sagittarii Tungri
- Iovii iuniores
- Sequani
- Retii
- Sagitarii venatores
- Latini
- Valentinianenses felices
- Honoriani victores
- Seguntienses
- Tungri
- Mauri Honoriani seniores
- Mattiarii Honoriani Gallicani

5 unidades de legio comitatenses:
- Tertiani
- Tertia Herculea
- Pacatienses
- Mauri cetrati
- Propugnatores iuniores

3 unidades de pseudocomitatenses:
- Lanciarii Lauriacenses
- Lanciarii Comaginenses
- Secunda Iulia

2 unidades de naturaleza no especificada:
- Valentinianenses
- Catarienses

Los manuscritos medievales de la Notitia recogen la decoración que llevaban los escudos de algunas de sus unidades:

Escudo de los Tertiani.
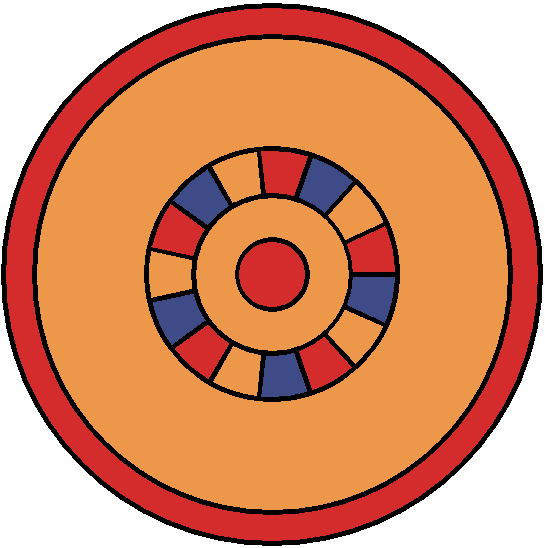
Escudo de la Tertia Herculea.
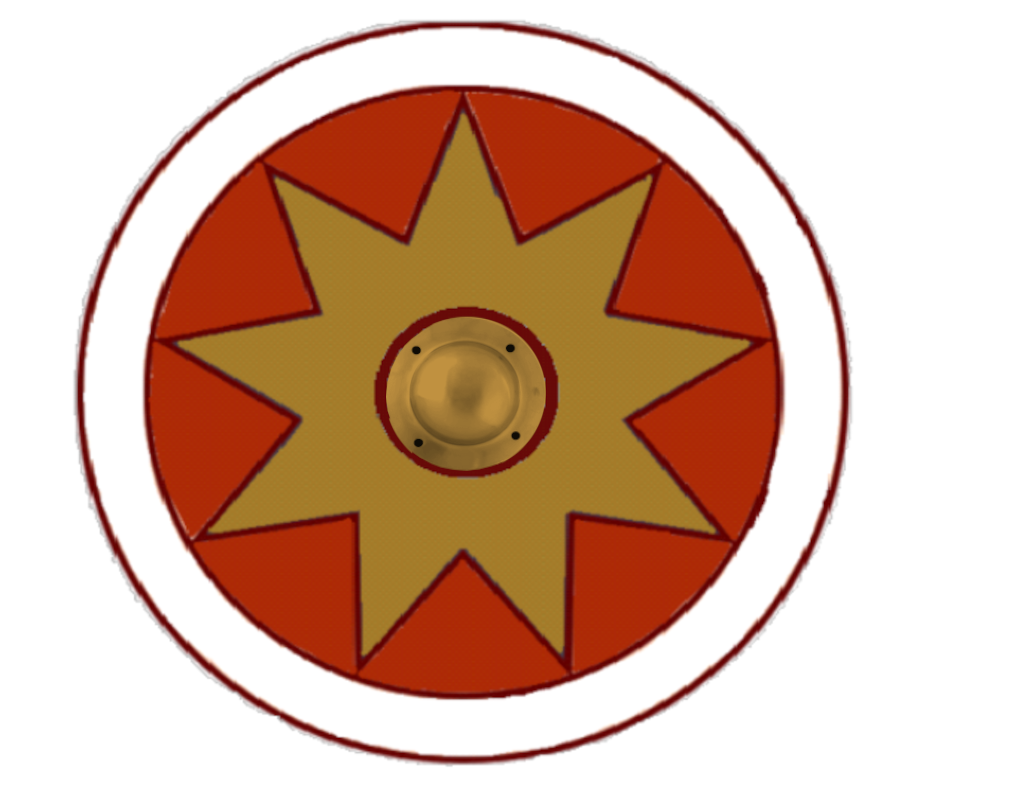
Escudo de los Lanciarii Lauriacenses.
Escudo de los Lanciarii Comaginenses.
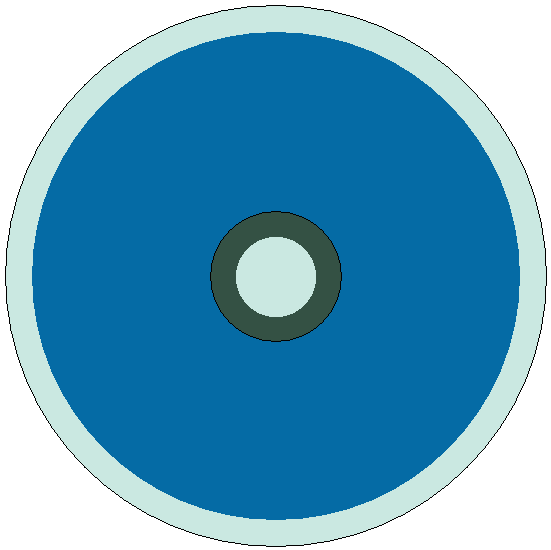
Escudo de la Secunda Iulia.

## Campañas y titulares conocidos
- (364-375) Flavio Equicio quien hizo frente a una invasión de los cuados en 373.[3]
- (377) Frigérido quien derrotó a un grupo de godos taifalos y asentó a los supervivientes en Italia.[4]
- (380) Vitaliano.[5]
- (380) Arbogastes quién ayudó a Teodosio en la guerra contra los gódos.[6]
- (409) Valente quien intentó reforzar la guarnición de Roma al mando de 6 000 hombres pero que fue derrotado por los godos durante su marcha a la ciudad. Tras ello, desertó y se unió a Prisco Átalo.[7]
- (409) Genérido quien se hizo cargo de las tropas en la diócesis de Panonia tras la derrota y deserción de Valente.[8]